# Aleksandr Sergeevič Lukomskij
Aleksandr Sergeevič Lukomskij, (in russo: Александр Сергеевич Лукомский) (10 giugno 1868 – Parigi, 25 gennaio 1939), è stato un generale russo.

## Carriera
Il 17 gennaio 1898 ha servito nella 12ª divisione di fanteria. Il 6 maggio 1898 fu assistente dell'aiutante maggiore, il 16 dicembre 1902 era un collaboratore dello staff del Distretto militare di Kiev, comandata dal Michail Ivanovič Dragomirov. Nel 1907 venne promosso a colonnello. Il 4 dicembre 1907 divenne Capo di Stato Maggiore della 42ª divisione di fanteria.
È stato capo del reparto della mobilitazione dello Stato Maggiore Generale (gennaio-marzo 1909). Nell'aprile 1914 venne promosso a maggiore generale.

### Prima guerra mondiale
Nel novembre 1914 venne promosso a tenente generale. Dal giugno 1915 divenne un assistente (in realtà vice) del ministro della guerra. Come assistente del ministro ha tenuto una serie di attività, che vanno dalla fornitura di mitragliatrici e stivali militari a formazione dei sotto-comitati regionali della evacuazione.
Il 2 aprile 1916, responsabile della 32ª divisione di fanteria, guidò l'offensiva del generale Aleksej Alekseevič Brusilov, combattuta in Bessarabia.
Poi un breve periodo di tempo è stato capo di gabinetto della 10ª Armata dal ottobre 1916. Insieme con il generale Vasilij Iosifovič Gurko, sviluppò un piano di campagna per il 1917, che prevede l'applicazione del maggiore impatto sul fronte rumeno, che è stata respinta a causa delle obiezioni di fronte comandanti generali Nikolaj Vladimirovič Ruza e Aleksej Ermolaevič Ėvert.
Dopo la rivoluzione di febbraio, il 2 aprile 1917, è stato nominato comandante del 1º Corpo d'Armata. Il 2 giugno 1917 divenne Capo di Stato Maggiore del Comando Supremo. Venne arrestato insieme a Kornilov a Mogilev e, nel novembre 1917, fuggì.

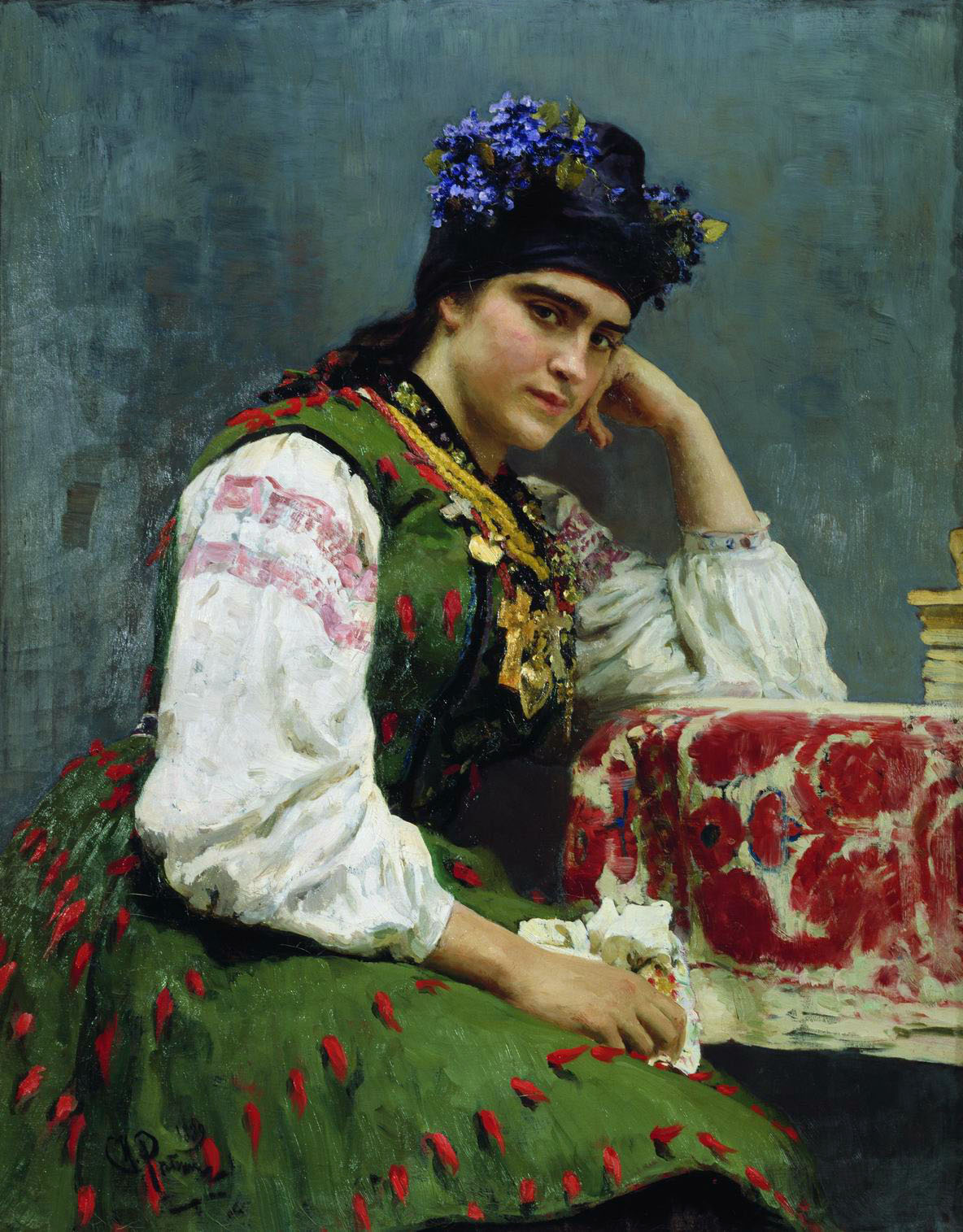
Ritratto di Sof'ja Michajlovna Dragomirova, di Il'ja Efimovič Repin, Museo Statale Russo.

## Matrimonio
Sposò Sof'ja Michajlovna Dragomirova, figlia del generale di fanteria Michail Ivanovič Dragomirov e sorella dei generali Abram Michajlovič e Vladimir Michajlovič Dragomirov e del colonnello Aleksandr Michajlovič Dragomirov.

## Morte
Arrivati a Novočerkassk, insieme ai generali Michail Vasil'evič Alekseev e Kornilov nella formazione di un esercito di volontari. Dal dicembre 1917 al febbraio 1918 è stato Capo di Stato Maggiore dell'Esercito Volontario. Nel febbraio 1918 è stato segretamente inviato a Ekaterinodar come rappresentante dei volontari presso il governo di Kuban'. Pochi giorni dopo essere arrestato dai bolscevichi, che miracolosamente scampati alla morte e sono andato a Caricyn, poi a Kiev e a Odessa.
Nel febbraio 1920 è stato respinto dal servizio per ordine del generale Anton Ivanovič Denikin e se ne andò all'estero.
A partire dal 31 luglio 1926 visse a Nizza, dove era assistente del granduca Nikolaj Nikolaevič. Dopo la morte del granduca si ritirò dall'attività politica. Morì il 25 gennaio 1939 a Parigi.